# 荒木香衣
荒木 香衣（あらき かえ、1963年11月6日 - ）は、日本の女性声優。大阪府生まれ、北海道育ち。旧芸名：荒木 香恵。音域はメゾソプラノ。

## 経歴
大阪府に生まれる。小学校2年生で北海道に引っ越し、3年生で1か月だけ香川県、次に大阪の門真市、4年生で北海道の苫小牧市に引っ越す。父親の仕事の都合で北海道苫小牧南高等学校卒業までに7回転校を繰り返している。祖母がイギリス人。
幼少の頃からテレビの影響で演劇の世界に憧れていた。主演女優になって脚光を浴びたいという気持ちではなく、ただ本当に芝居がしたかったという。高校3年生の秋に演劇の道に進む決意をする。北海道の高校を卒業後、舞台役者になるために上京。東京俳優生活協同組合（俳協）養成所に入所し、俳優科に半年間在籍した。進級試験で上のクラスに上がれなかったため、劇団に入団する。そこで荒木の舞台を観た声優事務所のマネージャーにスカウトされたことがきっかけで、声の仕事を始める。テレビアニメの初仕事は『めぞん一刻』の園児役。セリフは「つまんない」の一言のみだったが、前日から緊張で「つまんない、つまんない」とセリフが頭の中を回っていたという。その後、賢プロダクションに所属。声の仕事よりもNHKのリポーターやステージの司会など、顔出しの仕事を中心に行う。次にアーツビジョンに移籍し、アニメの仕事が中心となった。
1993年、テレビアニメ『美少女戦士セーラームーン』で、急病で入院した三石琴乃に代わり、TVアニメ第1シリーズの第44話から最終回の第46話までと、第2シリーズ『美少女戦士セーラームーンR』の第1話から第4話まで主人公の月野うさぎ（セーラームーン）役を代演した。（オーディションにて代役として抜擢）。代役が決まってからアフレコまで数日しかなかったため、急遽現場に入ることになり、最終話付近の大事な場面、うさぎはすでに完成されたキャラクターで、荒木は役作りのために精神的にかなり追いつめられたという。演じることに必死で、自分ができることはすべて出しつくしたが、うさぎには似せられず、「荒木の味」というまでには持っていけなかったと振り返っている。しかし、第1シリーズ最終回のうさぎのセリフである「普通の生活に戻りたい」は本当に頭を真っ白にして心から言えたと述べている。後にシリーズ続編でちびうさ（セーラーちびムーン）役を担当した。ちびうさ役は、オーディションなしで決定している。最初にマネージャーからこういう役だと原作を見せてもらい、「この役を私が演らせてもらえるのか」と嬉しかったことを覚えているという。
1995年、『ふしぎ遊戯』の夕城美朱役で、テレビアニメでは初めての主役に抜擢される。
フリーを経て、2003年8月頃から2010年5月まで81プロデュースに所属していた。その後フリーで活動し、芸名を荒木香恵から荒木香衣に改名。
近年は新人声優への講師が仕事の中心となっている。

## 人物・エピソード
初対面の人に素の自分を見せるのがあまり得意ではないという。人見知りな自分を何とかしたいと思ったことも、演劇の道に入った理由の1つだとしている。荒木は何かを決めるまでは長いが、1度決心すれば、とことん進む猪突猛進だと自己分析している。大阪で2日後に公演する舞台に急遽出演を誘われて、その日のうちに大阪に出発したこともある。自他ともに似ていると認めるキャラクターは『ふしぎ遊戯』の美朱で、共演者の坂本千夏からは「ほんとにあなたは、ばか正直で、どこまでもまっすぐ走って転んじゃう。美朱そっくり」とコメントされたと述べている。
趣味は、神社仏閣参り、ゲーム、物作りなど。好きな色は水色。好きな俳優は、マリリン・モンロー、ヴィヴィアン・リー、ジョニーデップ、ゲイリー・オールドマン。好きな映画は、ある日どこかで、ギルバート・グレイプ。好きな作家は、太宰治、星新一、氷室冴子、吉本ばなな、竹宮恵子。
セーラームーンシリーズに参加して1番変化したことは、声優業で「食べられるようになりました」と答えている。2020年12月5日に放送された『全美少女戦士セーラームーンアニメ大投票』では、三石が第1作最終話を演じることになったが、プレッシャーを乗り越えてうさぎの代役を務めた荒木に申し訳なさがあり、「香恵ちゃんの了承がいただけたらやりましょう」と提案したという。三石は「当時の空気の中で、共演者たちと一緒に収録した香恵ちゃんの芝居には敵わない」と述べている。

## 出演
太字はメインキャラクター。

### テレビアニメ
1986年
- めぞん一刻（保育園児）

1990年
- 桃太郎伝説 PEACHBOY LEGEND（花子、女の子）
- キキとララのママってすてき!（星の子）
- レスラー軍団〈銀河編〉 聖戦士ロビンJr.（虹幻姫・危麗）

1991年
- おちゃめなふたご クレア学院物語（シェイラ・ネイラ）
- 機甲警察メタルジャック（神崎さゆり）
- きんぎょ注意報!（女生徒A）

1992年
- おにいさまへ…（女生徒C）
- 地球SOS それいけコロリン（江古オゾン）
- ちびまる子ちゃん（1992年 - 2001年、小島冨美子、雪女） - 2シリーズ
- みかん絵日記
- 見ると強くなる 痛快!横綱アニメ ああ播磨灘（ミユキ）
- わたしとわたし ふたりのロッテ（マリア）

1993年
- 海がきこえる（小浜裕実）
- 機動戦士Vガンダム（ペギー・リー、パイロットA）
- GS美神（綾のモガちゃん）
- 美少女戦士セーラームーン（1993年 - 1997年、月野うさぎ〈代役〉、ちびうさ） - 5シリーズ
- 若草物語 ナンとジョー先生（デーズィ）

1994年
- 機動武闘伝Gガンダム（1994年 - 1995年、キャス・ロナリー、子供A）
- クレヨンしんちゃん（1994年 - 2000年、セーラームフーン、磯辺マキ）
- 3丁目のタマ うちのタマ知りませんか?（コマ）
- しましまとらのしまじろう（1994年 - 2001年、時計屋の孫、ビバちゃん）
- ジャングルの王者ターちゃん♡（アリサ）
- 超くせになりそう（キララ）
- とっても!ラッキーマン（おっかけギャル1号）
- 魔法騎士レイアース（女子B、友人）

1995年
- 愛天使伝説ウェディングピーチ（女生徒）
- 怪盗セイント・テール（篠宮さやか）
- ご近所物語（静香）
- 新機動戦記ガンダムW（ヒルデ・シュバイカー）
- それいけ!アンパンマン（1995年 - 1998年、あずきういろう〈初代〉、しめじまん〈初代〉、モクモク女王）
- ビット・ザ・キューピッド（アルテミス、エコー）
- ふしぎ遊戯（夕城美朱）
- ぼのぼの（チィラビちゃん）

1996年
- ありす・イン・サイバーランド（鳳麗奈）
- 家なき子レミ（マリア）
- きこちゃんすまいる（さやか）
- ゲゲゲの鬼太郎（第4作）（百合香、マリ）
- こどものおもちゃ（志津、大地詩織）
- ぞうのババール（フローラ）
- 魔法少女プリティサミー（ライン女、ベビー用品女）
- 名探偵コナン（1996年 - 2015年、谷晶子、天堂晴華、氷川萌生、大賀美佐子、大磯永美）
- YAWARA! Special ずっと君のことが…。（マルソー）

1997年
- エルフを狩るモノたち（コリーナ）
- こどものおもちゃ（志津）
- スレイヤーズTRY（アンナ）
- バトルアスリーテス大運動会（女子生徒）
- ポケットモンスター（ナツメ）
- 烈火の炎（羊子）

1998年
- 浦安鉄筋家族（西川のり子）
- 男はつらいよ 〜寅次郎忘れな草〜（あや子）
- カードキャプターさくら（あかね）
- ブレンパワード（子供）

1999年
- 愛の若草山物語（川村育美）
- イケてる2人（小泉明）
- おるちゅばんエビちゅ（お花畑さん〈渡辺〉、OL、レジのお姉さん、女、TVの声）
- 神風怪盗ジャンヌ（里美）
- 課長王子（田中良子）
- 小梅ちゃんが行く!（白石、友人、店員、女子社員 他）
- ゴクドーくん漫遊記（羅幽花）
- GTO（永瀬渚）
- 神八剣伝（タマズサ）
- デジモンアドベンチャー（八神ヒカリ 他）
- 日本一の男の魂（女、原口勇〈子供時代〉、看護婦、ユミ、直樹、カナッペ、えりか 他） - 2シリーズ
- Bビーダマン爆外伝V（マーメイドボン）
- メダロット（ナダコ）

2000年
- 妖しのセレス（来間翔太）
- コレクター・ユイ（第2期）（篠崎愛 / アイ）
- デジモンアドベンチャー02（八神ヒカリ、泉佳江、ブロッサモン、サム、マリア、ヒカリの息子 他）
- ドキドキ♡伝説 魔法陣グルグル（ジュジュ、ペペック）
- パパと踊ろう（ミエ）
- HAND MAID メイ（谷千草）
- ビックリマン2000（ラッ品宮、凶滅神マーネス）
- BRIGADOON まりんとメラン（鴇田純、薄墨一信、エリュン・ガーネット）
- モンスターファーム〜伝説への道〜（ミッシェル）

2001年
- ゴーゴー五つ子ら・ん・ど（森野こだま）
- 地球少女アルジュナ（白河ゆかり）
- チャンス〜トライアングルセッション〜（インタビュアー）

2002年
- デジモンフロンティア（パタモン）
- ハングリーハート WILD STRIKER（堂本香織）
- ラーゼフォン（キャシー・マクマホン）
- わがまま☆フェアリー ミルモでポン!（オトメ、真里奈）

2003年
- 明日のナージャ（シモーヌ・モンテルラン）
- R.O.D -THE TV-（考古学者 / アリス・アリス・アークウェッド）
- Onちゃん夢パワー大冒険!（okちゃん）
- ギルガメッシュ（結城麗子）

2004年
- サムライチャンプルー（男の子）
- ゾイドフューザーズ（レベッカ）
- B-伝説! バトルビーダマン（サリー〈ツバメの母〉）
- RAGNAROK THE ANIMATION（カトリーヌ）

2005年
- とっとこハム太郎（おねえちゃん）

2006年
- まじめにふまじめ かいけつゾロリ（ネコーニャ）

2007年
- ケロロ軍曹（九条冥）
- 遊☆戯☆王デュエルモンスターズGX（海神の巫女）
- ラブ★コン（吉岡美々）
- ロミオ×ジュリエット（ハーマイオニの母）

2008年
- ゲゲゲの鬼太郎（第5作）（娘）
- 紅（女中2）
- 全力ウサギ（オジョウ、ソウチョウチルドレン）

2009年
- クプ〜!!まめゴマ!（キャンディーちゃん）
- こんにちは アン 〜Before Green Gables（ナンシー、サリー、キャシー）

### 劇場アニメ
1992年
- 機動戦士ガンダム0083 ジオンの残光（ジャクリーヌ・シモン）

1993年
- 劇場版 美少女戦士セーラームーンR（ちびうさ）
- メイクアップ!セーラー戦士（ちびうさ）

1994年
- 劇場版 美少女戦士セーラームーンS（ちびうさ）

1995年
- 美少女戦士セーラームーンSuperS セーラー9戦士集結!ブラック・ドリーム・ホールの奇跡（ちびうさ）
- スペシャルプレゼント 亜美ちゃんの初恋 美少女戦士セーラームーンSuperS 外伝（ちびうさ）

1996年
- PIPI とべないホタル（ラン）

1999年
- デジモンアドベンチャー（八神ヒカリ）

2000年
- デジモンアドベンチャー ぼくらのウォーゲーム!（八神ヒカリ）
- デジモンアドベンチャー02 デジモンハリケーン上陸!!/超絶進化!!黄金のデジメンタル（八神ヒカリ）

2001年
- デジモンアドベンチャー02 ディアボロモンの逆襲（八神ヒカリ）

2002年
- XEVIOUS（マーサ）

2019年
- タマ&フレンズ〜タマとふしぎな石像〜（コマ）

### OVA
1990年
- ウルトラ・スーパー・デラックスマン（歌手）
- スーパーリアル麻雀 麻雀バトルスクランブル（のぞき猫）
- 藤子・F・不二雄のSF短編（歌手）

1991年
- 機動戦士ガンダム0083 STARDUST MEMORY（ジャクリーヌ・シモン）

1993年
- あなたが振り返るとき（斎藤水穂）
- KO世紀ビースト三獣士II（戦闘員C）
- ソードマスター（アルセア）
- ブラック・ジャック（弓子）

1994年
- 疾風!アイアンリーガー 銀光の旗の下に（1994年 - 1995年、シーナ）
- 覇王大系リューナイト アデュー・レジェンド（魔女B）
- ファイナルファンタジー（ルージュの部下）

1995年
- ガンスミスキャッツ（メイ・ホプキンス〈ミニー・メイ〉）
- 銀河お嬢様伝説ユナ〜哀しみのセイレーン〜（ハルナ）

1996年
- 機動戦士ガンダム 第08MS小隊（女兵士）
- 小鉄の大冒険（あざみ）
- ふしぎ遊戯（1997年 - 2001年、夕城美朱） - 3シリーズ

1997年
- ありす in Cyberland（鳳麗奈）
- 学校の幽霊5（勇太）
- 超獣伝説ゲシュタルト（王理）
- 電脳戦隊ヴギィ'ズ★エンジェル（ミシェル・サマー）
- バトルアスリーテス大運動会（先輩A）
- レイアース（女子B）

1999年
- 青山剛昌短編集「ちょっとまってて」（女生徒）
- 青山剛昌短編集「夏のサンタクロース」（ヨーコ）

2003年
- がぁーでぃあんHearts（大葉真夜）
- HUNTER×HUNTER GREED ISLAND（案内嬢、女）

2004年
- HUNTER×HUNTER G・I Final（エレナ、イータ）

2005年
- がぁーでぃあんHeartsぱわ〜あっぷ!（大葉真夜）

2008年
- やなせたかしメルヘン劇場 ほしのこルンダ（ケロミ）

### ゲーム
1991年
- SUPERワールドスタジアム（ウグイス嬢）

1993年
- ヴェインドリームII（ファーニス）
- 電脳天使〜デジタルアンジュ〜（ミリネール・ユラナス・サブロマリン）

1994年
- ADVANCED V.G.（楠真奈美）
- ヴァンパイア The Night Warriors（フェリシア）
- 初恋物語（ミリネール・ユラナス・サブロマリン、水城結衣）
- 美少女戦士セーラームーン（ちびうさ）
- 美少女戦士セーラームーンS こんどはパズルでおしおきよ!（ちびうさ）
- 女神天国（マハラジャ）
- YAWARA!2

1995年
- あすか120%マキシマ BURNING Fest.（豊田可莉奈）
- ヴァンパイア ハンター Darkstalkers' Revenge（フェリシア、レイレイ）
- エーゲ海の雫（月の女神アルテミス）
- 美少女戦士セーラームーン ANOTHER STORY（ちびうさ）
- 美少女戦士セーラームーンS（セーラーちびムーン）※3DO版
- 美少女戦士セーラームーンS くるっくりん（セーラーちびムーン）
- 美少女戦士セーラームーンSuperS ふわふわパニック（スーパーちびムーン）

1996年
- ありす in Cyberland（鳳麗奈）
- スーパーパズルファイターIIX（フェリシア、レイレイ、ナレーション）
- ダンシングアイ
- 美少女戦士セーラームーンSuperS 真・主役争奪戦（スーパーセーラーちびムーン / ちびうさ）
- 美少女戦士セーラームーンSuperS 全員参加!! 主役争奪戦（スーパーセーラーちびムーン）
- 美少女戦士セーラームーン セーラースターズ ふわふわパニック2（スーパーセーラーちびムーン）
- 風雲悟空忍伝（三蔵）
- リグロードサーガ2（女盗賊シラナミ）

1997年
- あすか120%エクセレント BURNING Fest.（豊田可莉奈）
- あすか120%リミテッド BURNING Fest.（豊田可莉奈）
- アルナムの翼 焼塵の空の彼方へ（クレハ）
- ヴァンパイア セイヴァー The Lord of Vampire（フェリシア、デミトリ〈女装やられ〉、オルバス〈女装やられ〉）
- ヴァンパイア セイヴァー2 The Lord of Vampire（フェリシア）
- ヴァンパイア ハンター2 Darkstalkers' Revenge（フェリシア）
- エルフを狩るモノたち -完全版-（コリーナ）
- 銀河お嬢様伝説ユナ3 LIGHTNING ANGEL（桃花）
- QUIZなないろDREAMS 虹色町の奇跡（潮崎久美子）
- サイバーボッツ（マオ）
- ティルク 〜青い海から来た少女〜
- ネクストキング 恋の千年王国（ジンジャー・ビーバーム）
- プリンセスメーカー ゆめみる妖精（チャーミー 、ユーリ）
- ポケットファイター（フェリシア）
- 女神天国II（マハラジャ）
- メタルエンジェル3（胡蝶クミ、イザベラ・アイスバーグ）

1998年
- アナザー・メモリーズ（シャーリー・テンプルトン）
- 風の丘公園にて（夏樹水帆）
- GUNばれ!ゲーム天国（さくら）
- 金田一少年の事件簿2 地獄遊園殺人事件（皆本火世）
- クロックタワーゴーストヘッド（御堂島優）
- すごべんちゃー ドラゴンマスターシルク外伝（ルリ）
- ツアーパーティー 卒業旅行にいこう（矢作恵、デビル）
- 天仙猫々 〜劇場版〜（鈴花、麻雀大王〈第1〉）
- プリズムコート（岡嶋あかり）
- プリンセスメーカー ポケット大作戦（チャーミー）
- ゆうわくオフィス恋愛課（矢作恵）

1999年
- SDガンダム GGENERATION（1999年 - 2016年、リリア・フローベール、ジャクリーヌ・シモン、ペギー・リー、パメラ・スミス） - 9作品
- ヴァルキリープロファイル（ジェラード、フレイア）

2000年
- あすは恋して〜 Prime Beat Planet 〜（岩倉美菜）
- 機動戦士ガンダム（ジオン女性兵）

2001年
- キッズステーション 美少女戦士セーラームーンワールド ちびうさとたのしいまいにち（ちびうさ / セーラーちびムーン）
- ジオニックフロント 機動戦士ガンダム0079（ジオン女性兵士）
- デジモンテイマーズ バトルエボリューション（八神ヒカリ）

2002年
- 機動戦士ガンダム戦記 Lost War Chronicles（ジオン女性兵士）

2003年
- 機動戦士ガンダム めぐりあい宇宙（ジャクリーヌ・シモン）
- グローランサーIV（アリシア）
- 第2次スーパーロボット大戦α（ジャクリーヌ・シモン、ククル）
- バテン・カイトス 終わらない翼と失われた海（ミローディア）
- ラーゼフォン 蒼穹幻想曲（キャシー・マクマホン）

2004年
- 機動戦士ガンダム 戦士達の軌跡（ジオン女性兵士）
- テイルズ オブ リバース（セレーナ・クロウ）
- CAPCOM FIGHTING Jam（フェリシア）

2005年
- 新世紀勇者大戦（メテュポーン）
- ゾイドインフィニティフューザーズ（レベッカ、ラミア）
- 第3次スーパーロボット大戦α 終焉の銀河へ（ジャクリーヌ・シモン、ヒルデ・シュバイカー）
- テイルズ オブ ジ アビス（パメラ・タトリン）
- NAMCO x CAPCOM（フェリシア、鳳鈴）
- 武蔵伝II ブレイドマスター（敵キャラクター 他）

2006年
- Another Century's Episode 2（ジャクリーヌ・シモン）
- ヴァルキリープロファイル レナス（ジェラード、フレイア）
- ガンダムバトルロワイヤル（リリア・フローベール）
- 機動戦士ガンダム 戦場の絆（連邦軍オペレーター）
- 機動戦士ガンダム クライマックスU.C.（ジャクリーヌ・シモン、ジオン女性兵士）
- テイルズ オブ ザ テンペスト（アーリア・エクバーグ）

2007年
- あつまれ!ピニャータ 〜レッツ☆パーティー〜（ペチュニア プレッツテール）
- テイルズ オブ ファンダム Vol.2（ジェイド・カーティス〈少年〉）

2008年
- ガンダムバトルユニバース（リリア・フローベール、女性兵士）
- クロスエッジ（フェリシア）
- サムライスピリッツ閃（鈴姫）

2010年
- ガンダムアサルトサヴァイブ（女性兵士）
- Solatorobo それからCODAへ（ネロ）
- デジモンクロスウォーズ 超デジカ大戦（八神ヒカリ）

2012年
- 第2次スーパーロボット大戦OG（ククル）
- 第2次スーパーロボット大戦Z 再世篇（ヒルデ・シュバイカー）

2013年
- デジモンアドベンチャー（八神ヒカリ）

2014年
- 機動戦士ガンダム サイドストーリーズ（リリア・フローベール）
- 第3次スーパーロボット大戦Z 時獄篇 / 天獄篇（2014年 - 2015年、ヒルデ・シュバイカー） - 2作品
- 名探偵コナン ファントム狂詩曲（千草雪人）

2017年
- ヴァルキリーアナトミア -ジ・オリジン-（ジェラード、フレイア）
- ガンダムバーサス（ペギー・リー）
- スターオーシャン:アナムネシス（フレイア）

2018年
- リング☆ドリーム 女子プロレス大戦（中江いんこ）

2019年
- テイルズ オブ ザ レイズ（アーリア・エクバーグ）

2020年
- スーパーロボット大戦DD（ヒルデ・シュバイカー）

2023年
- 共闘ことばRPG コトダマン（八神ヒカリ）

2024年
- パズドラ（八神ヒカリ）

### ドラマCD
1992年
- 機動戦士ガンダム0083 STARDUST MEMORY ルンガ沖砲撃戦（ジャクリーヌ・シモン）
- 機甲警察メタルジャック PARTY JACK（神崎さゆり）

1993年
- 精霊使い（麿透惟）
- レジェンド・オブ・クリスタニア〜はじまりの冒険者たち〜（サイア）

1994年
- CDシアター ドラゴンクエストV（ポピー）
- 抱きしめたい（矢ヶ崎日佐子）

1995年
- レヴァリアース 幸福!? を呼ぶブレスレット（ティック）

1996年
- ガンスミスキャッツ（ミニーメイ）
- 小鉄の大冒険 凛ちゃん!初恋大作戦!!（あざみ）
- 世紀末★ダーリンII（元木涼子）
- 電脳戦隊ヴギィ'ズ★エンジェル（ミシェル・サマー）
- 熱血!声優物語 叫んでやるぜ!（山田アヤ）
- レッスルエンジェルス 新女恒例!波乱必至の大忘年会 IN 下呂温泉（結城千種）

1997年
- AIKa 〜リトル・トリガー・ガール〜（水澄・フェルナンド）
- ありす in Cyberland（鳳麗奈）
- ネクストキング 恋の千年王国外伝（ジンジャー）
- 熱血!声優物語 叫んでやるぜ! 2（山田アヤ）
- プリズムコート（岡嶋あかり）
- 本気で欲しけりゃモノにしろ!〜伝心パスワード〜（小川葉月）

1998年
- クロックタワーゴーストヘッド（御堂島優）
- ツアーパーティー 卒業旅行にいこう ドラマCD（矢作恵）
- BURN-UP EXCESS plus（紅霰）
- はいぱぁセキュリティーズ2 ドラマCD Vol.3（飴薬寺芽々）
- 初恋物語（水城結衣）
- ファイアーウーマン纏組（川村あかね）

1999年
- あすか120% Final オリジナルドラマ（豊田可莉奈）
- なないろDREAMS虹色町の奇跡 ドラマアルバム（潮崎久美子）

2000年
- 熱血!声優物語 叫んでやるぜ! 3・4（山田アヤ）

2001年
- 山田太郎ものがたり（杉浦ミカ）

2002年
- トリニティ・ブラッド R.A.M. II MISSION 1「NEVER LAND」（ウェンディ）

2003年
- 桜蘭高校ホスト部 きらめきCDパック（綾小路）
- がぁーでぃあんHearts（大葉真夜）

2004年
- 困った時には星に聞け!3〜天使は一人きり〜（篠宮亜希）
- 黄昏に花（瀧瑶子）
- トレイン☆トレイン（プレ）

2005年
- がぁーでぃあんHeartsぱわ〜あっぷ!（大葉真夜）
- 伯爵様は不埒なキスがお好き 1（安倍早紀子）
- テイルズ オブ リバース（セレーナ・クロウ）

2006年
- ふしぎ工房症候群 第2弾 「ひとりぼっちの誕生日」（彼女）

2007年
- テイルズ オブ ザ テンペスト（アーリア・エクバーグ）
- テイルズ オブ ジ アビス（ジェイド〈少年時代〉）

2008年
- 戦う!セバスチャン 3（赤ちゃんユーゼフ）

2015年
- めぐる季節のなかで 夏秋編（さくら）

2018年
- 霞み咲（水澤小百合）

### 吹き替え

#### 映画
- ゴッド・アーミー/復讐の天使（リジー〈ブリタニー・マーフィ〉）
- 心のおもむくままに
- 情熱の迷走（ナタリー〈ジェシー・ゴールド〉）
- ジキル博士はミス・ハイド ※ビデオ版
- スクール・オブ・ロック（マルタ〈ケイトリン・ヘイル〉）
- 世界中がアイ・ラヴ・ユー（ローラー〈ナタリー・ポートマン〉）
- 戦慄のレッド・ボーダー/暗殺への報酬
- デビル（モーガン・オミーラ〈アシュレイ・カリン〉）※日本テレビ版
- ネバーエンディング・ストーリー3 ※ソフト版
- やかまし村の春・夏・秋・冬

#### テレビドラマ
- ER緊急救命室シリーズ
  - シーズン10（ヘンリー）
  - シーズン14（ハリー）
  - シーズン15（アナスタシア・ジョンソン〈イマーニ・ハキーム〉）
- ダークスカイ（ジェニファー・バック）
- 対決スペルバインダー（ベン）
- どこかでなにかがミステリー（フィー〈6歳時〉）
- ブロッサム（ケネディ）
- ボーイ・ミーツ・ワールド（モーガン・マシューズ）
- 愉快なシーバー家 第2シーズン（キム）

#### アニメ
- アークエとガッチンポー（ジャスミンのママ）
- トムとジェリーキッズ（学生、マリオン）
- パパはグーフィー
  - グーフィー・ムービー ホリデーは最高!!（ステイシー）

### 音楽CD
- Amitie（あみてぃえ）（吉田古奈美 & 荒木香恵）
- デジモンアドベンチャー02 ベストパートナー (11) 八神ヒカリ & テイルモン（2000年8月23日発売）

### ラジオドラマ
- NHK-FM FMシアター
  - ロストハウス（1998年[42]、実田えり）
  - 笑う盲導犬（2000年[43]、岡田朋子）

### テレビ番組
- あの歌がきこえる
- 英語であそぼ（ビューティ、「たんけんゴブリン島」 → 「ハロー!エスカルゴ島」、NHK教育）
- おもいっきり中学時代（NHK教育）
- 声♥遊倶楽部（テレビ東京） - ゲスト
- ボイスパワー2010「〜あなたに響け!あの声、あの歌、あのセリフ〜」（アニマックス、2010年8月21日） - ゲスト

### その他コンテンツ
- フジテックエレベーター音声案内（通常アナウンス）
- 京都市バスの左折警告放送（非レシップ車のアナウンス）
- 日本信号駐車券精算機アナウンス
- 機動戦士ガンダム0079カードビルダー（ジャクリーヌ・シモン、リリア・フローベール）
- ビデオ 声・優倶楽部＋α?! テレビじゃ見れないスペシャル版 Vol.5
- スロットNET 茉莉花の剣（三峯雛菊）